# Novohradské hory
Novohradské hory (německy Gratzener Bergland, také Freiwald) jsou geomorfologický celek a pohoří nacházející se na hranicích Česka a Rakouska. Na českém území se rozprostírají na ploše 190,21 km² kolem obcí Nové Hrady, Horní Stropnice, Benešova nad Černou, Dolního Dvořiště a Malont až ke státní hranici. Jejich jižní částí je v Rakousku Freiwald a Weinsberger Wald táhnoucí se až k údolí Dunaje.
Jedinečnost Novohradských hor spočívá především ve vzácně zachovalé přírodě, která na české straně zůstala ušetřena zásahů člověka díky své poloze v bývalém pohraničním pásmu.

## Historie
V roce 2000 byl vyhlášen Přírodní park Novohradské hory s rozlohou 162 km². Na počátku devadesátých let dvacátého století byl zveřejněn záměr vyhlásit chráněnou krajinnou oblast Novohradské hory, ale v roce 2004 bylo od jejího zřízení upuštěno.

## Geomorfologie
Střední výška pohoří dosahuje 809,9 metru. Geomorfologické členění české části hor uvádí následující tabulka:
| Geomorfologické členění Novohradských hor                                            | Geomorfologické členění Novohradských hor | Geomorfologické členění Novohradských hor |
| ------------------------------------------------------------------------------------ | ----------------------------------------- | ----------------------------------------- |
| ČESKÁ VYSOČINA • Šumavská subprovincie • Šumavská hornatina                          |                                           |                                           |
| POHOŘSKÁ HORNATINA                                                                   | Leopoldovská vrchovina                    | nečlení se (Dopler, 956 m)                |
| POHOŘSKÁ HORNATINA                                                                   | Žofínská hornatina                        | nečlení se (Kamenec, 1073 m)              |
| JEDLICKÁ VRCHOVINA                                                                   | Skalecká vrchovina                        | nečlení se (Skalka, 831 m)                |
| JEDLICKÁ VRCHOVINA                                                                   | Tetřeví vrchovina                         | nečlení se (Holá hora, 685 m)             |
| PROVINCIE • Subprovincie • Oblast / Celek / PODCELEK • Okrsek • Podokrsek • (vrchol) |                                           |                                           |

Nejvyšším vrcholem Novohradských hor je Viehberg (1112 metrů). Z šestnácti novohradských vrcholů přesahujících tisíc metrů nad mořem se jich na českém území nachází pět. Nejvyšší jsou Kamenec (1073 metrů), Myslivna (1040 metrů) a Vysoká (1034 metrů). Podrobný seznam hor podle výšky a prominence uvádí Seznam vrcholů v Novohradských horách.

## Vodstvo
V Novohradských horách pramení Lužnice, Malše, Stropnice, Černá a Pohořský potok.

## Ptačí oblast
Ptačí oblast Novohradské hory byla vyhlášena v roce 2004 v rámci soustavy Natura 2000. Její rozloha je 90,53 km² a zasahuje do  katastrálních území Bělá u Malont, Benešov nad Černou, Dolní Příbraní, Hojná Voda, Lužnice u Pohorské Vsi, Pivonice u Pohorské Vsi, Pohoří na Šumavě, Rapotice u Malont, Staré Hutě u Horní Stropnice a Velký Jindřichov. Ptačí oblast byla vyhlášena za účelem ochrany populace Jeřábka lesního (Bonasa bonasia) a Datlíka tříprstého (Picoides tridactylus).  Vyskytuje se zde také čáp černý (Ciconia nigra), datel černý (Dryocopus martius), holub doupňák (Columba oenas), chřástal polní (Crex crex), kulíšek nejmenší (Glaucidium passerinum), lejsek malý (Ficedula parva), sýc rousný (Aegolius funereus), tetřívek obecný (Tetrao tetrix), žluna šedá (Picus canus) a další.[chybí lepší zdroj]